# Checoslováquia nos Jogos Olímpicos de Inverno de 1924
A Checoslováquia competiu nos Jogos Olímpicos de Inverno de 1924, realizados em Chamonix, França.